# Kepler-13
Kepler-13 hay KOI-13 là một hệ ba sao bao gồm Kepler-13A, xung quanh đó một hành tinh quay quanh hành tinh Sao Mộc nóng được phát hiện cùng với tàu vũ trụ Kepler vào năm 2011, và Kepler-13B là một ngôi sao đồng hành chuyển động thích hợp phổ biến có thêm một ngôi sao quay quanh nó .

## Hệ hành tinh
| Thiên thể đồng hành (thứ tự từ ngôi sao ra) | Khối lượng | Bán trục lớn (AU) | Chu kỳ quỹ đạo (ngày) | Độ lệch tâm           | Độ nghiêng        | Bán kính     |
| ------------------------------------------- | ---------- | ----------------- | --------------------- | --------------------- | ----------------- | ------------ |
| b                                           | 928±016 MJ | 003641±000087     | 1763588±0000001       | 000064+000012 −000016 | 86770+0048 −0052° | 2216±0087 RJ |